# Glen Haven (Wisconsin)
Glen Haven es un municipio situado en el condado de Grant, Wisconsin, Estados Unidos. Tiene una población estimada, a mediados de 2023, de 361 habitantes.

## Geografía
La localidad está ubicada en las coordenadas 42°48′38″N 91°0′33″O / 42.81056, -91.00917. Según la Oficina del Censo, tiene una superficie total de 91.9 km², de los cuales 88.6 km² corresponden a tierra firme y 3.3 km² están cubiertos de agua.

## Demografía
Según el censo de 2020, en ese momento había 363 personas residiendo en la localidad. La densidad de población era de 4.1 hab./km². El 93.4% de los habitantes eran blancos, el 1.0% eran asiáticos, el 1.9% eran de otras razas y el 3.6% eran de una mezcla de razas. Del total de la población, el 6.34% eran hispanos o latinos de cualquier raza.